# Seediq Bale
Warriors of the Rainbow: Seediq Bale o Seediq Bale (Seediq:  Seediq Bale (?·pàg.); literalment Seediq autèntic o Home autèntic; en xinès 賽德克·巴萊 Sàidékè Bālái) és una pel·lícula de drama històric de Taiwan del 2011 escrita i dirigida per Wei Tesheng i produïda per John Woo, basada en el incident de Musha de 1930 al centre de Taiwan.
La versió completa de la pel·lícula mostrada a Taiwan es divideix en dues parts: la part 1 s'anomena "太陽旗" (La bandera del sol), i la part 2 s'anomena "彩虹橋" (The Rainbow Bridge), amb una durada total de 4 hores i 36 minuts. Tanmateix, les dues parts originals de la pel·lícula es van combinar en un únic tall internacional; el seu temps d'execució era de 2 hores i 30 minuts. La pel·lícula és la producció més cara de la història del cinema taiwanès. La pel·lícula també s'ha comparat amb la pel·lícula de 1995 Braveheart de Mel Gibson i The Last of the Mohicans pels mitjans de comunicació de Taiwan.
La pel·lícula es va projectar en competició a la 68a Mostra Internacional de Cinema de Venècia i va ser seleccionada com a candidat a la nominació per a l'Oscar a la millor pel·lícula de parla no anglesa el 2011. Va ser una de les nou pel·lícules preseleccionades per passar a la següent ronda de votacions per a la nominació.

## Argument
Seediq Bale representa l'incident de Wushe, que es va produir prop de la muntanya Qilai de Taiwan sota el domini japonès. Mona Rudao, una cap del poble de Mehebu del poble Seediq, va dirigir guerrers que lluitaven contra els japonesos.

## Repartiment
- Nolay Piho (林慶台, Lin Ching-tai) com a Mona Rudao.[7]
- Yuki Daki (大慶, Da Ching) com a Mona Rudao (jove)
- Umin Boya (馬志翔) com a Temu Walis, enemic de Mona Rudao
- Pawan Nawi (曾秋勝, Zeng Qiusheng) com a Rudao Luhe, pare de Mona Rudao.
- Umin Walis (林源傑, Lin Yuan-jie) com a Pawan Nawi
- Yakau Kuhon (田駿, Tian Jun) com a Tado Mona fill gran de Mona Rudao.
- Pawan Neyung (李世嘉, Lee Shih-chia) com a Baso Mona, segon fill de Mona Rudao
- Pihu Nawi (張志偉, Chang Chih-wei) com as Biho Sapo.[8]
- Masanobu Andō (安藤政信) com a Kojima Genji (小島源治): Kojima Genji.
- Kawahara Sabu (河原佐武) com a General Kamada Yahiko (鎌田弥彦).
- Kimura Yuichi (木村祐一) com a Satsuka Ayu (佐塚愛祐): a police officer in Wushe.
- Landy Wen (溫嵐, AKA Yungai Hayung) com a Mahung Mona filla de Mona Rudao.
- Bokeh Kosang (徐詣帆) com a Dakis Nomin o Hanaoka Ichiro (花岡一郎)
- Yokuy Utaw (羅美玲) com a Obing Nawi o Kawano Hanako (川野花子)
- Vivian Hsu (徐若瑄, AKA Bidai Syulan) com a Obing Tadao o Takayama Hatsuko (高山初子) cosina de l’anterior .
- Chie Tanaka com a Kojima Matsuno(小島松野) esposa de Kojima.
- Cheng Chih-wei (鄭志偉) com a Wu Jindun (巫金墩)

## Producció

### Desenvolupament
Segons una entrevista a Hong Kong, la idea de Wei de fer la pel·lícula va començar l'any 1996, quan va veure una notícia sobre un grup indígena que demana al govern que els tornés algunes terres. Aleshores, Wei va veure la següent història qüestionant si la sobirania sobre Hong Kong s'hauria de tornar a la Xina o la República de la Xina. Wei ho va trobar irònic, i l'endemà va anar a una llibreria per llegir sobre els aborígens. Allà va trobar el còmic de Chiu Ruo-lung (邱若龍) sobre l'incident de Wushe. Wei es va interessar pel cap Mona Rudao i els seus motius. Després, Wei va escriure i revisar un guió i va buscar els antecedents històrics.
L'any 2000 Wei va acabar el guió, que va guanyar el premi al guió de pel·lícula excel·lent de l'Oficina d'Informació del Govern (GIO). El 2003, Wei va recaptar 2,5 milions de NTD, que va utilitzar per rodar una pel·lícula de demostració de cinc minuts. La pel·lícula va ser sonoritzada per Tu Du-chih, editada per Bowen Chen (tots dos són cineastes premiats, i tots dos van treballar més tard també en la pel·lícula completa). El curt va ser protagonitzat per l'actor Liao Chin-sheng (廖金生), l'actriu Tseng Yu-chun (曾玉春) i altres. El seu objectiu era recaptar 7 milions de dòlars (uns 250 milions de NTD), que era força car per a les pel·lícules taiwaneses en aquell moment. (Més tard Wei va dir que la seva dona va donar suport a la seva decisió de gastar 2 milions en el curtmetratge quan la tripulació estava en contra seu) La projecció no va aconseguir recaptar diners i la família de Wei va trobar dificultats, però Wei va insistir que el seu pressupost fos de 200 milions de NTD.
Segons una entrevista el 2008, el director Chen Kuo-fu va dir a Wei que per guanyar-se la confiança dels inversors, Wei hauria de fer una altra pel·lícula primer. Així que Wei es va girar per fer Cape No. 7. A Cap núm. 7 Wei va triar actors no famosos, una història amb múltiples línies i referències del període colonial per demostrar la viabilitat d'aquests tres elements. Chiu Ruo-lung també va venir per treballar amb Wei com a dissenyador d'art (vestiments) en aquesta pel·lícula i Seediq Bale.
L'èxit de Cape No. 7 va portar a Wei diners i fama, i Wei va reiniciar la promoció de Seediq Bale. Però la recaptació de fons encara era difícil. L'any 2009, Wei va suggerir que la dificultat és que, tot i que l'èxit de Cape No. 7 va atreure inversors que són nous en el negoci del cinema, no es sentien còmodes amb la incertesa que comporta. El 2011. Wei va mirar enrere i va dir: "Ràpidament em vaig adonar que els inversors potencials buscaven més Cape No. 8 que Seediq Bale". Els inversors es mostraven escèptics amb el tema de Seediq Bale i dubtaven si l'èxit del Cape No. 7 es podria repetir.
Teng Sue-feng en un informe del febrer de 2009 va suggerir que el pressupost de la pel·lícula era de "NTD 330 milions", i que "Wei ja té gairebé un terç" d'aquest pressupost. Teng assenyala que, a més dels beneficis de la venda d'entrades, Cape No. 7 també va donar a Wei una subvenció d'uns 104 milions de l'Oficina d'Informació del Govern per a la propera pel·lícula. El maig de 2009 el càsting va trobar dificultats per trobar figurants i actors aborígens per a una èpica de guerra. El govern va fer un acord especial per permetre que 20 homes allistats actuessin a la pel·lícula. En aquell moment, la pel·lícula s'havia d'estrenar a mitjans del 2010.
Tanmateix el tifó Morakot va afectar Taiwan l'agost de 2009. Tu Duu-chih va dir que el tifó va destruir el plató de la pel·lícula i va elevar el pressupost estimat de 200 milions a 600 milions de NTD. Al novembre de 2011, Peng va informar que el pressupost era de 700 milions i la subvenció de GIO era de 130 milions.

### Rodatge
La tripulació va construir un plató a Arrow Studio a Linkou, New Taipei City per recrear escenes del poble de Wushe als anys 30. Taneda Yohei és la directora artística que supervisa l'equip artístic. El conjunt tenia 36 cases. Algunes cases tenien decoració interior i accessoris de l'època. El conjunt va costar 80 milions de dòlars NT. Un cop finalitzat el rodatge, el plató va estar obert als visitants durant un temps.
El rodatge va contractar 400 tècnics del Japó, Taiwan i Hong Kong, i va contractar 1.500 actors no professionals. El rodatge va començar l'octubre de 2009, va durar 10 mesos i es va completar el 5 de setembre de 2010 Altres problemes inclouen mantenir els actors en forma per la continuïtat i ajustar els vestuaris per protegir la privadesa. Chin Ting-Chang és el director de cinematografia que va treballar amb Wei en diverses pel·lícules. Chin va dir que va triar utilitzar "Hollywood way" per rodar l'èpica en moltes preses curtes, que ofereixen més opcions per editar i redueixen el risc de fracàs. Chin també va dissenyar l'ús de la wire cam que es diu que és la primera al cinema taiwanès. L'enregistrament de so i el disseny van ser de Tu Duu-chih i Tang Hsiang-chu (湯湘竹). Foo Sing-choong (胡陞忠) és supervisor d'efectes digitals i va treballar amb Crystal CG de Beijing en aquesta pel·lícula. Originalment es va contractar una empresa coreana per a la feina, però l'empresa va fer fallida, de manera que la feina es va canviar a Crystal CG, i molts es van queixar del resultat. La tripulació coreana inclou Yang Gil-yeong (양길영, també conegut com Yang Kil Yong, 梁吉泳), Shim Jae-won (심재원沈在元), que són directors d'acció i nominats pel Golden Horse Award, i Yi Chi Yun (李治允) que és un supervisor d'efectes especials. Yang i Shim van contractar una tripulació d'acrobàcies coreana al principi, però més tard es van canviar a la tripulació xinesa, que és més barata. Tanmateix, la tripulació xinesa té un permís de treball més curt, de manera que es van canviar a la tripulació de Taiwan per a la resta. L'empresa coreana Cel Art va proporcionar accessoris per a les parts del cos. Moltes partitures musicals originals estan compostes pel compositor de Singapur Rick Ho amb un preu de 7 milions NTD. La lletra va ser escrita per Wei i Jiang Zide i més tard traduïda. El guió de la pel·lícula va ser escrit originalment en xinès i traduït a seediq per Iwan Nawi i Dakis Pawan. Iwan Nawi va publicar més tard la seva traducció del guió. Dakis Pawan també se li atribueix la traducció del guió i va gravar la seva pronunciació de les línies per a l'entrenament. Dakis Pawan, Iwan Perin i Zeng Qiusheng (actor de Rudao Luhe) van entrenar el repartiment amb l'idioma i van fer de traductors al lloc de rodatge.
Algunes escenes es van rodar al vessant de la muntanya o al riu, amb actors vestits amb draps. La pluja, el fred, els pendents relliscosos i la carrera van ser un repte tant per a la tripulació com per al repartiment. Les ferides eren freqüents. Els problemes de finançament també eren constants. Wei va dir que havia de dirigir la pel·lícula i recaptar els diners al mateix temps, i la companyia sovint es va quedar sense diners per a nòmines i accessoris. Hi havia informes que la pel·lícula no es podria acabar mai. Polly Peng informa que: "La companyia cinematogràfica de Wei sovint no podia pagar a l'equip a temps […] els dissenyadors escènics taiwanesos es van posar en vaga, l'equip d'acció coreà acaba de marxar i l'equip d'art japonès es va negar a lliurar els dissenys acabats. ..." El 2010, la Central Motion Picture Corporation sota Gou Tai-chiang, va invertir 350 milions i es va dir que posaria fi a les dificultats financeres. El 2023, Wei i CMPC van disputar aquesta inversió. Celebritats taiwaneses com Jay Chou, Jerry Yan, Chang Hsiao-yen i Doze Niu també van invertir, i van ser reconeguts als crèdits.
La pel·lícula va contractar molts actors no professionals, inclòs per al personatge principal de la jove i gran Mona Rudao. L'ús de la pel·lícula del japonès i el llenguatge seediq també va ser un repte per als actors no professionals.

## Estrena
El 2 de setembre de 2011, Seediq Bale es va estrenar al 68è Festival Internacional de Cinema de Venècia, però les dues parts originals es combinen en la versió d'un tall i el seu temps d'execució és de dues hores i mitja. També es va mostrar al Festival Internacional de Cinema de Toronto al setembre de 2011. Una controvèrsia va començar quan la pel·lícula va ser catalogada com "Xina, Taiwan", i es va ampliar en arguments polítics quan els periodistes xinesos van criticar la pel·lícula i els taiwanesos la van defensar.
El 4 de setembre, la pel·lícula va celebrar l'estrena de la Part 1 a Taiwan al Ketagalan Boulevard. El 7 de setembre, el director va fer una projecció a petita escala de la Part 1 i la Part 2 a Qingliu, Ren-ai, Nantou per mantenir una promesa anterior amb la gent local. (El govern japonès va traslladar els supervivents dels pobles rebels a aquest lloc). El llançament nacional de la part 1 va ser el 9 de setembre i la part 2 el 30 de setembre.
El 22 de novembre de 2011, la seva taquilla a Taiwan va assolir els 880 milions de NTD (29 milions de dòlars).
La pel·lícula es va estrenar el 27 d'abril de 2012 als Estats Units a Nova York, Los Angeles i l'àrea de la badia de San Francisco.
La pel·lícula es va estrenar a Pequín el 6 de maig de 2012 i es va estrenar a tot el país el dia 10. Les ressenyes xineses en línia llorn les escenes de batalla i s'identifiquen amb la fe de la gent. A la prova de projecció a Guangzhou, Wei va dir que la versió xinesa és la nova versió internacional de 2,5 hores de durada, no la versió projectada al Festival de Cinema de Venècia. Wei va dir que la versió no és incompleta. Wei va dir que la versió de Taiwan ha de ser més llarga per respondre a la demanda nacional de més detalls històrics, mentre que la versió internacional pot ser més curta i centrar-se en la història. Wei també va assenyalar que la versió de 4,5 hores de durada no va tenir èxit comercial a Hong Kong. A més, la banda sonora del diàleg japonès i seediq es manté sense redoblar. Zheng Zhaokui (郑照魁) de Nanfang Daily, però, va comentar que la versió internacional de 2,5 hores no és tan satisfactòria com la versió completa de 4,5 hores, i molts aspectes de la història es van reduir. Zheng també va assenyalar que el públic va trobar dur el suïcidi de les dones Seediq. El llançament del DVD s'ha retardat per esperar la projecció a la Xina.
Al Japó, la pel·lícula es va estrenar el març de 2012 en un festival de cinema. La projecció més àmplia va començar el 20 d'abril de 2013.
A Corea del Sud, les pel·lícules es van projectar en 5 sales el 2014. Només unes 8.000 persones van veure la primera part i 10 la segona part. Lim Dae-Guen va assenyalar que les pel·lícules van rebre una puntuació relativament alta al lloc web del portal Naver. Lim va argumentar que el públic més coreà no està familiaritzat amb la història i els grups ètnics de Taiwan, però els pocs que l'han vist van valorar positivament la pel·lícula, tant per la seva qualitat com per la seva identificació amb el seu tema antijaponès.
El 2023, CMPC va afirmar que posseïa els drets d'autor d'aquesta pel·lícula. Wei, d'altra banda, va presentar una demanda contra CMPC i va disputar el contracte d'inversió.

## Recepció

### Resposta crítica
Les primeres reaccions a la pel·lícula han assenyalat tant el realisme de la seva violència (que es deu a la precisió històrica de les seves representacions de la batalla), com el seu fons de nacionalisme taiwanès. Una ressenya a The Economist diu que la pel·lícula "[p]robablement... té el nombre més gran de decapitacions gràfiques de qualsevol pel·lícula a qualsevol lloc. Però són representacions històriques fidels." Tal com va comentar Walter Russell Mead, "Aquest tipus de pel·lícula, ben feta, pot inspirar a societats senceres amb orgull nacionalista, reforçar el protagonisme dels herois populars (inclosos, molt sovint, els violents) i enfortir la capacitat de convivència d'un poble a costa dels estrangers." Chen Wen de Shanghai Morning Post va informar que l'estrena no li va agradar i va comentar que "La set de sang no fa una èpica". Chen va comentar que la pel·lícula és massa llarga i que la representació de la violència seediq va afeblir la justícia de la resistència. Chen va associar això amb l'ambivalència de Wei cap al Japó. El productor John Woo va explicar a la conferència que Wei va utilitzar la violència per representar la "cultura i història original dels seediq", i Wei va dir que la guerra de la pel·lícula només busca la dignitat, la llibertat i la mort. Wei va dir que els seus trets de crueltat són per recordar a la gent. Els comentaris posteriors d'informes taiwanesos i xinesos van implicar creuaments polítics. Voice of America va informar que els mitjans xinesos van criticar la pel·lícula per tenir violència sobre la substància i els mitjans taiwanesos i els internautes la defensaven emocionalment, i la resposta va augmentar l'hostilitat. Chen Weizhi, un conferenciant, va dir que el director era responsable si els periodistes xinesos entenien malament la pel·lícula. Chen també va assenyalar que la polèmica estava polititzada. Chen i Ifeng.com van comentar que la pel·lícula pot patir una actitud nacionalista xinesa per demonitzar els japonesos amb estereotips com altres èpiques xineses. Jiang Zhileng de China Times va respondre que les crítiques dels mitjans continentals només van augmentar l'interès dels internautes de la Xina continental. Jiang va assenyalar que un internaute va dir que la pel·lícula estaria associada a conflictes al Tibet i Xinjiang si es projectés a la Xina.
Justin Chang de Variety descriu la pel·lícula com una "èpica de batalla salvatgement ambiciosa a la jungla que arriba amb una càrrega tan pesada d'expectatives de la indústria que un voldria que els resultats fossin menys kitsch i més coherent", però "tot i així, la realització cinematogràfica té una fisicitat crua i una convicció boja que és difícil no admirar." Chang també escriu "En termes de cinema èpic recent, la guerra primitiva a Seediq Bale recorda la de Apocalypto, menys el sentit del ritme i la tècnica de Mel Gibson" i el "combo caòtic de edicions contundents, caos sagnant i la banda sonora per sempre hemorràgica de Ricky Ho fan que la imatge sigui senzillament esgotadora de mirar a llarg termini." Sobre els aspectes positius, Chang va assenyalar "hi ha un grau impressionant de variació i detall antropològic en l'armament i les tècniques de lluita, des de les nombroses decapitacions implicades (el cap de seediq) fins als assalts de la guerrilla al terreny tropical que tan bé coneixen." Tanmateix, Chang va criticar l'ús a la pel·lícula d'efectes especials com a "generalment inferior a la norma" i escriu les "planes ocasionals d'arc de Sant Martí CGI -- aquest títol, malauradament és literal -- envien la pel·lícula momentàniament en espiral al camp."
La pel·lícula enfronta la ferocitat autòctona (poques vegades he vist una pel·lícula amb tantes decapitacions) i escenes de vida més pacífica i comunitària (les cançons seediq estranyament belles, que formen part de la narració ancestral de la tribu, són fascinants) contra aquest esdeveniment històric poc conegut a Occident.
Deborah Young de The Hollywood Reporter descriu la pel·lícula com "impressionant de mirar, autèntica fins a un error i una mica tediosa de seguir", i va elogiar les peces d'acció com a "espectaculars, gairebé sense parar seqüències d'escenes horripilants de combat cos a cos" i "Aquí no hi ha arts marcials, però lluitant hàbilment realista amb llances i matxets, pistoles i canons, que no estalvien res". Tanmateix, Young també afirma que "per molt enginyosa que sigui variada, la lluita sense parar es torna opressiva a la llarga" i les millors escenes de la pel·lícula es troben en els seus "moments més tranquils". Alan Harris va donar a la pel·lícula tres estrelles de cinc i afirma: "Aquesta és una pel·lícula extremadament sanguinària, amb més decapitacions que qualsevol altra pel·lícula que puc anomenar i escenes de carnisseria durant la major part de les seves dues hores i mitja de durada." Tanmateix, Harris afirma "A la història no li agrada la complexitat: els japonesos són gairebé universalment retratats com a vilans fatxendes o com a carn de canó desgraciada." Stephen Holden del New York Times critica la pel·lícula: "el ritme. . . és maldestre, les seves escenes de batalla caòtiques i els seus efectes informàtics (especialment d'un incendi que arrasa el bosc de caça seediq) cursi".
Posteriorment la pel·lícula es va projectar a la Xina amb una altra versió internacional. Zheng Zhaokui (郑照魁) de Nanfang Daily va comparar aquesta versió amb la versió completa i va comentar que és breu en la cultura Seediq, per tant, perd profunditat. Zheng també va assenyalar que el públic va trobar pesat el suïcidi de les dones Seediq.
El crític Ryan Cheng (鄭秉泓) va elogiar la pel·lícula per haver començat la discussió sobre la història de Taiwan i va comentar que l'escena del cant de Mona Rudao va ser la part més edificant, comparant-la amb la pel·lícula de Hollywood Field of Dreams. Aleshores, Zheng va criticar la pel·lícula per la manca de calidesa humana i va criticar l'escena del suïcidi massiu per ser precipitada. Zheng també va criticar el compositor per la manca de coneixement de la música dels aborígens taiwanesos. L'escriptor Chuang Hua-tang va assenyalar moltes desviacions a la pel·lícula de la història, com ara que Mona Rudao no va participar en algunes batalles, i que el personatge Pawan Nawi és fictici. Chuang va comparar la pel·lícula amb una sèrie de televisió anterior Dana Sakura, i va elogiar aquesta última pel respecte als fets i el tractament més equilibrat dels personatges. Chuang va recordar que la pel·lícula no és un documental i que no perjudicaria ni afectaria les relacions dels grups ètnics a la vida real.
Es presta molta atenció a l'estil de pel·lícula èpica, la inversió i la taquilla de la pel·lícula, ja que l'última pel·lícula de Wei Cape No.7 i aquesta pel·lícula van ser vistes com a signes de revifalla de la indústria cinematogràfica taiwanesa.
El crític de cinema de Pequín Yuwen Ge va assenyalar que, contràriament a la creença que la pel·lícula està recolzada per la "nostàlgia" del públic taiwanès, va veure que molta gent no està familiaritzada amb aquesta història i vol "posar-se al dia", de manera que el suport prové de fet d'una identitat local en despertar. Va assenyalar que la pel·lícula segueix la fórmula anticolonial, però adopta una postura neutral. Sent que la Mona Rudao no és glorificada, i l'assassinat de Seediq es representa com a culpable i demoníac, i els japonesos com a víctimes. Però després comenta que aquesta no és una simple actitud "projaponesa" que molts creuen que mantenen els taiwanesos, sinó el resultat d'una cultura postcolonial. Yuwen va plantejar la qüestió de la identitat i va argumentar que Hanaoka Ichiro i Jiro estan acostumats a l'estil de vida japonès, però que no poden combinar-se amb la societat japonesa. Yuwen va argumentar que el personatge és una al·legoria d'excolonials, que estan acostumats a la civilització avançada, es neguen a tornar a la cultura nativa endarrerida i no saben on anar. Yuwen va esmentar que la nova generació de taiwanesos s'identifica menys amb la Xina, i Yuwen argumenta, a més, que Hanaoka Ichiro és "projecció de l'autoimatge dels taiwanesos contemporanis".
Els informes dels mitjans xinesos van lamentar el fracàs de màrqueting de la pel·lícula a la Xina i la seva implicació per a les pel·lícules de parla xinesa. Els errors assenyalats inclouen la promoció curta i poc sincera, el llançament de l'abril de 2012 que va enfrontar-se amb el gran èxit The Avengers i altres, i la idea generalitzada que la "Versió internacional" de 2,5 hores està censurada i incompleta.
El crític de cinema Li Jian va dir que la part 2 és massa simplificada i que els personatges ambivalents i interessants van acabar precipitadament. Li va dir que el tema més important és la comparació entre la civilització i la barbàrie. Li va comparar la caça de caps al principi amb l'Apocalypto de Mel Gibson, i va suggerir una paradoxa: els colonitzadors japonesos porten la civilització als seediqs i acaben amb la seva cruel barbàrie, o els seediq tenen el seu terreny de civilització i la civilització japonesa ha pres el camí equivocat? Li es va referir a diferents onades de colonialisme a la història i va argumentar que "la llibertat és el nucli de la civilització". Li va suggerir que tant Mona Rudao com Kamada comparteixen el consens que l'opressió japonesa no és civilitzada. No obstant això, Li també va suggerir que el tema de la llibertat de les dones seediq es descuida a la pel·lícula.

### Controvèrsia
Hi va haver controvèrsies sobre l'exactitud de la representació de la història i la cultura aborigen de la pel·lícula. Dakis Pawan (un home seediq, també conegut com Kuo Ming-cheng), consultor de la pel·lícula, va publicar un llibre que reconeix els esforços de l'equip de rodatge i les seves necessitats de dramatització, i que enumera moltes desviacions de la pel·lícula dels seus estudis sobre la història. El poble de Mahebu, per exemple, és fictici. Dakis Pawan també va rastrejar l'origen de la història d'alguns nois Seediq, en què es basaven els personatges de Pawan Nawi i el seu grup de nois, a les memòries d'un ancià, i després va expressar els seus dubtes sobre l'existència d'aquests nois.
La visió de la pel·lícula sobre els individus i les tribus aborígens és controvertida. Després de l'estrena de la pel·lícula, Apple Daily va informar que un ancià d'Atayal va dir que un any abans de l'incident de Wushe hi va haver l'incident de Qingshan, en què Mona Rudao va col·laborar amb els japonesos i va atacar el seu poble. L'ancià "va dir que Mona Rudao no era un heroi tal com es descriu a la pel·lícula, sinó un home brutal que va matar 26 dones, nens i ancians en l'atac". Walis Pelin, un antic legislador, i Chiu Hung-shui, president d'una organització local de Nantou, van confirmar la història de l'ancià i van afegir que Mona Rudao es va veure obligat sota la política japonesa d'"utilitzar bàrbars contra bàrbars". No obstant això, Dakis Pawan "va citar un compte per a la família Mona Rudao i la filla adoptiva del cap dient que mai havia sentit parlar de l'incident de Qingshan".
Ian Inkster, un professor a Taiwan, va argumentar que la pel·lícula va simplificar el paper de les dones aborígens durant l'incident, per exemple, no es mostra que beguin o es barallin. Inkster també va argumentar que va restar importància a com els colons xinesos Han van afectar els nadius durant el període més llarg, i va concloure que la pel·lícula no s'havia de veure com un símbol de les protestes deels taiwanesos actuals contra la Xina.
Hi havia preocupacions perquè el lloc de Temu Walis i el poble Toda a la història se simplifiqués. En una tertúlia del 2011, Watan Nomin, un jove estudiant del grup Toda, va dir que els conflictes entre les tribus Seediq no sols són fruit de la tradició, sinó que també estan influenciats per la política japonesa d'establir una "línia de guàrdia fronterera" (隘勇線) a la zona.
En una conferència al fòrum, Watan, un reporter de televisió del grup Toda, va criticar la pel·lícula per no descriure el costum "gaya" de la gent i pels seus canvis i errors en els detalls històrics. A més, Watan argumenta que el trauma entre la gent seediq és massa sensible per ser filmat, i la pel·lícula hauria d'abordar l'aspecte de la pau i la reconciliació. Chenzhang Peilun (陳張培倫), un professor, va assenyalar que la pel·lícula commou a la gent, però no la relaciona amb la situació actual dels aborígens.

La representació de la cultura seediq és controvertida. Una carta a un diari va expressar la seva preocupació sobre la sang i la violència representades a la pel·lícula podiwn fer mal a la imatge dels aborígens. En un programa de tertúlies, Dakis Pawan, Shen Mingren (també conegut com Pawan Tanah, director de l'escola) i altres van respondre que la pel·lícula no representa a la gent seediq i que els assassinats s'han d'entendre en el context de la història, la defensa nacional i el vestuari seediq (anomenat "gaga"). Iwan Pering, un traductor de la pel·lícula, va dir que molts detalls dels costums i la història són incorrectes, i que era poc probable que Mona Rudao hagués envaït el territori d'un altre grup i hagi pres el joc ja que estava prohibit per les regles del seu grup. Dakis Pawan també va dir al seu llibre que les regles de Seediq eren estrictes i centrades en el grup, per tant, era poc probable que la gent seediq actués tan lliurement i centrada en si mateixa com a la pel·lícula. En particular, era poc probable que Mona Rudao tingués una baralla amb Temu Walis de la manera que es mostra a la pel·lícula.

### Reconeixements
La pel·lícula es va projectar en competició a la 68a Mostra Internacional de Cinema de Venècia i va ser seleccionada com a candidat a la nominació per a la Oscar a la millor pel·lícula de parla no anglesa el 2011 ai va ser una de les nou pel·lícules preseleccionades per passar a la següent ronda de votacions per a la nominació.
Als Premis de Cinema Cavall d'Or de 2011, la pel·lícula va guanyar el premi a la millor pel·lícula i elecció del públic, Bokeh Kosang (Hsu Yi-fan) va guanyar el premi al millor actor secundari, Ricky Ho va guanyar el premi a la millor banda sonora de pel·lícula original, Tu Du-chih, Tang Hsiang -chu i Wu Shu-yao van guanyar el premi als millors efectes de so. Wong Wei-liu, el maquinista, va guanyar el premi al millor cineasta taiwanès de l'any.